# 泉鏢鱸
泉鏢鱸（学名：Etheostoma fonticola）為輻鰭魚綱鱸形目鱸亞目河鱸科的其中一種，其种加词“fonticola”意为“在泉水中生存的”。其被IUCN列為次級保育類動物，分布於美國德克薩斯州的Guadalupe河流域，體長可達4.3公分，棲息在植被生長的溪流、運河，屬肉食性，以水生昆蟲、橈腳類等為食。